# Guido Pisano
Guido Pisano, auch Guido da Vico oder Guido da Caprona,  († 1149) war ein römisch-katholischer Prälat, Kardinal und Diplomat aus Pisa, der im 12. Jahrhundert eine bedeutende Rolle in der Kirchen- und Diplomatiegeschichte Europas spielte. 

## Werdegang
Guido Pisano wurde vermutlich Ende des 11. Jahrhunderts geboren. Wahrscheinlich entstammte er der Familie der Grafen von Caprona. Am 4. März 1132 wurde er von Papst Innozenz II. in das Kardinalskollegium aufgenommen und zum Diakon der Titelkirche Santi Cosma e Damiano ernannt.
Guido Pisano war ein einflussreicher Diplomat, der im Auftrag verschiedener Päpste in Spanien, Portugal, Frankreich und römisch-deutschen Reich tätig war. Er unterhielt enge Beziehungen zu wichtigen Persönlichkeiten seiner Zeit, darunter Wibald von Stablo, Anselm von Havelberg, mehrere Päpste sowie Kaiser und Könige. Am 10. oder 11. Dezember 1146 wurde er von Papst Eugen III. zum päpstlichen Kanzler ernannt.
Als päpstlicher Legat war Guido Pisano dreimal auf der Iberischen Halbinsel im Einsatz. Seine erste Reise führte ihn 1133/34 nach León, wo er entweder einer Synode vorstand oder den königlichen Hof besuchte, um einen Streit zwischen dem Erzbischof Diego Gelmírez und Bernardo von Compostela zugunsten des letzteren zu schlichten. Zudem bestätigte er die Wahl Berengars zum Bischof von Salamanca, auch gegen den Willen Diegos. Während seiner zweiten Mission (1135–1137) leitete er eine Synode in Burgos, auf der der Bruderschaft von Belchite ein Ablass gewährt wurde. Seine dritte und letzte Legation nach Spanien fand 1143 statt; dabei hielt er am 26. November ein Konzil in Girona ab, auf dem Graf Raimund Berengar IV. von Barcelona den Tempelrittern ein Fünftel des von den Mauren eroberten Gebiets überließ. Auf seiner Durchreise durch Südfrankreich schlichtete Guido zudem einen Streit zwischen der Abtei Saint-Thibéry und dem Kloster La Chaise-Dieu um die Kirche von Bessan.
Nach seiner Rückkehr von der ersten Spanienexpedition im Dezember 1134 nahm Guido 1135 am Konzil von Pisa teil. Anschließend leitete er gemeinsam mit Bernhard von Clairvaux und Geoffrey von Chartres eine Gesandtschaft nach Mailand, um die aufständische Bevölkerung, die sich für den Gegenpapst Anacletus II. ausgesprochen hatte, mit Papst Innozenz II. zu versöhnen. Im Juni 1139 hielt sich Guido erneut als Legat in Frankreich auf und leitete ein Konzil in Uzès, auf dem er einen Streit zwischen der Kirche von Lyon und der Abtei Cluny schlichtete. In der Angelegenheit Bessan revidierte er seine frühere Entscheidung und zwang Saint-Thibéry zu einer jährlichen Zahlung an La Chaise-Dieu als Entschädigung.
Guido kehrte Mitte November 1139 nach Rom zurück und war auch 1141 noch dort, als die päpstliche Kurie den Abt Ariulf von Saint-Riquier absetzte. Im Juni 1145 trat er erneut in die Kurie ein, bevor er zum Kanzler ernannt wurde. Im April 1146 verließ er Rom, um die Regentschaft in Deutschland während der Abwesenheit Konrads III. vorzubereiten, der zum Zweiten Kreuzzug aufbrach. Entweder am 20. April in Bamberg oder am 23. April auf einem Reichstag in Nürnberg hatte er eine persönliche Audienz bei Konrad III. Ende des Monats traf er in Würzburg mit Wibald von Stablo zusammen, mit dem er seit über zwanzig Jahren in Briefkontakt stand. Guido schloss sich Papst Eugen III. an, als dieser 1147 von Pisa aus nach Frankreich reiste, um dort mehrere Reformkonzilien abzuhalten und den Zweiten Kreuzzug zu fördern. Gemeinsam mit dem päpstlichen Gefolge zog er am 30. November in Trier ein; die Rückkehr nach Rom erfolgte im April 1148.
Guido Pisano wird letztmals am 16. Mai 1149 in einer Urkunde erwähnt. Sein Nachfolger Boso wurde im November 1149 als Kardinaldiakon genannt. Zeitgenössische Quellen loben seine Weisheit und Beredsamkeit: In den Gesta Adalberonis wird er als „virum prudentissimum et breviloquio notabilem“ („ein sehr weiser Mann und bemerkenswert beredt“) bezeichnet, und Otto von Freising hebt hervor, dass „viele große und gelehrte Männer aus dem römischen Teil der Kirche stammen, einer von ihnen war Guido der Pisaner, der Kardinal und Kanzler des römischen Hofes war“.